# Velika (Derventa)
Pour les articles homonymes, voir Velika.
Velika (en serbe cyrillique : Велика) est un village de Bosnie-Herzégovine. Il est situé dans la municipalité de Derventa et dans la république serbe de Bosnie. Selon les premiers résultats du recensement bosnien de 2013, il compte 115 habitants.

## Démographie

### Répartition de la population par nationalités (1991)
En 1991, le village comptait 213 habitants, répartis de la manière suivante, :